# Didactylia macarthuri
Didactylia macarthuri är en skalbaggsart som beskrevs av Renaud Maurice Adrien Paulian 1942. Didactylia macarthuri ingår i släktet Didactylia och familjen Aphodiidae. Inga underarter finns listade i Catalogue of Life.